# Shawn Doyle
Shawn Doyle (* 19. September 1968 in Wabush, Neufundland und Labrador, Kanada) ist ein kanadischer Schauspieler.

## Leben
Shawn Doyle kam schon zeitig mit der Schauspielerei in Berührung, da sein Vater Leiter einer örtlichen Schauspielgruppe war. Später schloss er ein Studium an der York University in Toronto ab.

## Karriere
Doyle war seit 1993 in mehr als 80 Film- und Fernsehproduktionen zu sehen. Er war Hauptdarsteller der Fernsehserien The Eleventh Hour sowie Endgame. Im deutschsprachigen Raum ist er hauptsächlich durch Nebenrollen bekannt. Seit 2015 ist er in der Serie The Expanse als Sadavir Errinwright zu sehen. Zuvor war er unter anderem als Strafverteidiger von Will Graham in der zweiten Staffel von Hannibal in Erscheinung getreten, ebenso als Jackie Shaws späterer Ehemann in House of Cards.

## Filmografie (Auswahl)
- 1996: PSI Factor – Es geschieht jeden Tag (PSI Factor – Chronicles of the Paranormal, Fernsehserie, 1 Folge)
- 1996: Tödliche Weihnachten (The Long Kiss Goodnight)
- 2000: Frequency
- 2001: Knockaround Guys
- 2001: Sag’ kein Wort (Don’t Say a Word)
- 2002–2005: The Eleventh Hour (Fernsehserie, 9 Folgen)
- 2006–2010: Big Love (Fernsehserie, 43 Folgen)
- 2008: Guns – Der Preis der Gewalt (Guns, Miniserie)
- 2009: Whiteout
- 2009: Lost (Fernsehserie, eine Folge)
- 2010–2014: Republic of Doyle – Einsatz für zwei (Republic of Doyle, Fernsehserie, 3 Folgen)
- 2011: Endgame (Fernsehserie, 13 Folgen)
- 2012: Flashpoint – Das Spezialkommando (Flashpoint, Fernsehserie, 1 Folge)
- 2012: Saving Hope (Fernsehserie, 1 Folge)
- 2013: Vegas (Fernsehserie, 6 Folgen)
- 2013: Reign (Fernsehserie, 2 Folgen)
- 2013: Lost Girl (Fernsehserie, 4 Folgen)
- 2014: Covert Affairs (Fernsehserie, 6 Folgen)
- 2014: Rookie Blue (Fernsehserie, 3 Folgen)
- 2014: The Listener – Hellhörig (The Listener, Fernsehserie, 1 Folge)
- 2014: Fargo (Fernsehserie, 2 Folgen)
- 2014: Hannibal (Fernsehserie, 1 Folge)
- 2015: House of Cards (Fernsehserie, 5 Folgen)
- 2015–2018: The Expanse (Fernsehserie, 27 Folgen)
- 2016–2018: Frontier (Fernsehserie, 14 Folgen)
- 2017: Bellevue (Fernsehserie, 8 Folgen)
- 2017: Billions (Fernsehserie, 1 Folge)
- 2018: Ransom (Fernsehserie, 1 Folge)
- 2020: Cardinal (Fernsehserie, 4 Folgen)
- 2020: Mirage – Gefährliche Lügen (Mirage, Fernsehserie, 6 Folgen)
- 2021–2022: Star Trek: Discovery (Fernsehserie, 8 Folgen)
- 2021: Clarice Starling – Das Erwachen der Lämmer (Fernsehserie, 2 Folgen)